# Gli esclusi - Il mondo in guerra
Gli esclusi - Il mondo in guerra (Left Behind: World at War) è un film canadese-statunitense del 2005 diretto da Craig R. Baxley, sequel di Prima dell'Apocalisse e Prima dell'Apocalisse 2 - Tribulation Force. Il film è stato rilasciato il 21 ottobre 2005 in alcune chiese degli Stati Uniti e successivamente distribuito in homevideo. In Italia è stato pubblicato in DVD a giugno 2007. Il film è basato liberamente sulle ultime cinquanta pagine de I castighi dell'Apocalisse (1996), secondo libro della serie Left Behind e al momento l'ultimo film realizzato della serie originale dei film tratti da Left Behind film prima del primo capitolo reboot di una nuova serie realizzato nel 2014: Left Behind - La profezia.

## Trama
Diciotto mesi dopo gli eventi narrati nel precedente film, nonostante le armi siano state sequestrate dalle Nazioni Unite, il mondo si trova in preda al caos. In una Casa Bianca ormai buia e diroccata il presidente degli Stati Uniti Gerald Fitzhugh (Louis Gossett Jr.) registra una video-confessione rivolta ai cristiani della Terra.
Una settimana prima la Tribulation Force, il gruppo di cristiani convertiti, costituito dal pilota di linea Rayford Steele (Brad Johnson), sua figlia Chloe (Janaya Stephens), il giornalista Buck Williams (Kirk Cameron) e il pastore Bruce Barnes (Arnold Pinnock) decidono di rubare delle bibbie da un magazzino della Global Community (GC), sequestrate per volere di Carpathia dopo l'istituzione di un'unica religione universale. Nel frattempo il vice-presidente John Mallory (Charles Martin Smith) tenta di informare il presidente Fitzhugh di un piano segreto di Nicholae per attuare un attacco batteriologico sul territorio americano contro i cristiani. ma prima di rivelare questa informazione al presidente, Mallory viene ucciso in un'imboscata con un lanciamissili da una milizia armata.
Al quartier generale della Tribulation Force si festeggia un doppio matrimonio: Buck con Chloe, e Rayford con Amanda White, ultima entrata nel gruppo e grande amica della prima moglie di Rayford, scomparsa durante il Rapimento avvenuto nel primo capitolo. Dopo la cerimonia, Buck si dirige verso Los Angeles e Rayford vola verso New Babylon. Nicolae si incontra col presidente Fitzhugh per esprimere le sue condoglianze per la morte di Mallory rivelando il suo piano di contaminare le bibbie del mondo con un pericoloso virus e successivamente distribuirle per annientare i cristiani, Nicholae presenta inoltre al presidente la sua assistente Carolyn Miller (Jessica Steen), la quale Fitzhugh sembra riconoscere come una delle persone che hanno ucciso Mallory.
Fitzhugh si allea con Carolyn, la quale le rivela di essere un'infiltrata nell'organizzazione di Nicholae e di star pianificando l'assassinio di quest'ultimo. Fitzhugh successivamente entra nell'ufficio di Nicholae e tenta di ucciderlo sparandogli tre colpi di pistola, i quali però sembrano non causarli il minimo danno uccidendo anzi una guardia alle sue spalle. Usando i suoi poteri soprannaturali, Nicolae getta Fitzhugh da una finestra del grattacielo, facendolo atterrare sopra un'auto in sosta. Nicholae però osserva con sdegno che Fitzhugh è sopravvissuto ed è fuggito. Ma Fitzhugh ritornato al quartier generale del gruppo non viene creduto.
Il gruppo clandestino della Tribulation Force si trova così ad affrontare il suo momento più difficile con lo scoppio della Terza Guerra Mondiale, Bruce e Chloe inoltre vengono contagiate dal virus, Bruce muore ma Chloe riesce a salvarsi dopo un sorso di vino rosso utilizzato per la Comunione durante la messa: il sangue di Cristo si rivela così come l'antidoto al virus. Buck incontra il presidente Fitzhugh tra le rovine della Casa Bianca convertendolo al cristianesimo, consapevole ora di dover uccidere ad ogni costo l'Anticristo ed evitare così i sette anni di patimento che seguiranno il Rapimento così come predetti nella Bibbia. Poco dopo il presidente Fitzhugh raggiunge nuovamente Nicholae nel suo ufficio durante una riunione con i capi di stato di Cina e Russia per continuare la persecuzione dei cristiani durante la guerra, deciso ad annientarlo una volta per tutte. Fitzhugh attiva così un trasmettitore personale (collegato al telefono di Carolyn, la quale sta ascoltando tutta la conversazione) facendo schiantare contro il palazzo della Global Community un missile satellitare e morendo nell'esplosione, distruggendo il grattacielo sede della Global Community.
Mentre Buck si trova in ascensore viene informato al telefono da Chloe della sua miracolosa guarigione e della morte di Bruce. Buck le promette di raggiungerla il prima possibile ma l'ascensore si ferma all'improvviso e si apre mostrando Carolyn che gli rivela di "aver bisogno di parlare" con lui consegnandogi delle armi da guerra e implicando che si conoscessero già in precedenza.
Nel frattempo si vede Nicolae Carpathia emergere incolume dalle macerie in fiamme del palazzo della Global Community.

## Produzione
Le riprese sono avvenute a Toronto, in Canada. Clarence Gilyard Jr. originariamente firmò per riprendere il ruolo del pastore Bruce Barnes ma rifiutò di prendervi parte poiché in quanto cattolico era in disaccordo col messaggio del film, incentrato su una teologia basata sul rapimento pre-millenario il quale è in opposizione con i dogmi del cattolicesimo

## Accoglienza
Il film ha ricevuto generalmente recensioni negative, venendo criticato ampiamente anche da numerose testate cristiane. Probabilmente a causa di queste critiche e dei giudizi negativi ricevuti alla pari dei precedenti capitoli, la saga è rimasta inconclusa.
A causa di una insoddisfazione della qualità e del basso budget delle trasposizioni cinematografiche della saga, Tim LaHaye, autore della saga, presentò una denuncia contro la Namesake Entertainment e la Cloud Ten Pictures, sostenendo che ci fosse stata una violazione del contratto. Il 7 agosto 2008 la Cloud Ten Pictures annunciò di aver raggiunto un accordo alle denunce presentate contro essa e contro la Namesake Entertainment con cui vennero co-prodotti i primi tre film della saga. Dal 1º ottobre 2010 i diritti cinematografici della saga sono stati ufficialmente recuperati dalla Cloud Ten Pictures la quale annunciò di star lavorando ad un reboot ad alto budget di film basati sulla serie di romanzi di Left Behind.
Il 31 ottobre 2011, Paul LaLonde e John Patus, che lavorarono già assieme per la realizzazione di Gli Esclusi - Il mondo in guerra, diffusero la notizia di aver ultimato la sceneggiatura del reboot. Il 19 ottobre 2012,The Hollywood Reporter riportò la notizia che lo stuntman Vic Armstrong avrebbe diretto il reboot del primo film della serie con un budget di 15 milioni di dollari.
Nel 2014 uscì Left Behind - La Profezia, con protagonista Nicholas Cage, reboot del primo capitolo della saga (di cui traspone però solo i primi capitoli del primo libro), destinato ad essere il primo capitolo della nuova saga di Left Behind che nelle intenzioni del produttore LaLonde dovrebbe coprire tutti e sedici i volumi della saga originale. Anche questo film ebbe recensioni estremamente negative.
Parallelamente Randy LaHaye, nipote dell'autore della saga Tim LaHaye, e già produttore di Left Behind - La Profezia, ha prodotto il film Vanished – Left Behind: Next Generation rilasciato il 28 settembre 2016, film che intende iniziare un'ulteriore serie parallela agli eventi della prima iniziata con Left Behind - La Profezia ma attingendo ispirazione dalla serie cinematografica di Twiliight e rivolgendosi ad un pubblico giovanile. Il film si ispira parzialmente al primo capitolo della serie spin-off Left Behind: The Kids costituita complessivamente di quaranta libri e ambientata contemporaneamente agli eventi della saga principale. Il film è stato apprezzato dall'autore della saga e venne annunciato che ulteriori seguiti fossero già in lavorazione.
Nel novembre del 2021, LaLonde ha annunciato la produzione di un sequel del reboot intitolato Left Behind: Rise of the Anti-Christ diretto e interpretato da Kevin Sorbo al posto di Nicolas Cage per il ruolo di Rayford Steele. Il film sarà ambientato sei mesi dopo gli avvenimenti del film del 2014 e sarà un adattamento del terzo libro della saga Nicolae: The Rise of Antichrist e la sua distribuzione venne prevista per la fine del 2022.